# HD 130322 b
إتش دي 130322 ب هو كوكب خارج المجموعة الشمسية بكتلة دنيا أكبر بقليل من المشتري. ويدور الكوكب في مدار قريب جدًا من نجمه، وللمقارنة فمداره يقدر بربع مدار عطارد عن الشمس. يسمى كذلك بـ«مشتري حار». ويكمل الكوكب دورته حول النجم كل 10 أيام و17 ساعة في مدار دائري بدرجة كبيرة.

## وصلات خارجية
- "HD 130322". Exoplanets. مؤرشف من الأصل في 2016-11-30.